# Die Närrische Weinprobe
 (mai 2022).
Die Närrische Weinprobe (en français La Folle dégustation des vins) est une émission de la BR Fernsehen.
Le programme est diffusé chaque année au début de l'année quelques jours avant le carnaval de Franconie depuis le Staatlicher Hofkeller Würzburg sous l'aile nord de la résidence de Würzburg.
Des artistes de l'environnement carnavalesque franconien apparaissent dans l'émission. Entre les deux, l'ancienne reine franconienne et allemande du vin Nicole Then donne des conseils sur le vin, accompagnée par les candidates au titre de reine franconienne du vin.